# Roger Trzos
Roger I Trzos, norm. Roger I Borsa a. Borset, wł. Ruggero I Borsa (ur. 1060 a. '61 w Melfi, zm. 22 lutego 1111 w Salerno) – od 1085 książę Apulii i Kalabrii oraz Amalfi; syn Roberta Guiscarda i Siszelgajty z Salerno.

## Zdobycie i utrzymanie władzy
W 1073 Siszelgajta wykorzystując chorobę męża, który pozostawał w Trani, ogłosiła Rogera następcą. Aktem tym wyłączyła ona z prawa do dziedziczenia starszego Boemunda, pochodzącego z pierwszego małżeństwa Roberta. Możnowładcy Apulii poparli tę kandydaturę licząc na poszerzenie przywilejów oraz możliwość trwalszego wpływu na rządy młodocianego księcia w okresie przyszłej regencji. Jedynym przeciwnikiem Rogera pozostał Abelard, który jako najstarszy syn Onufrego także wysunął swoje roszczenia. Po powrocie do Kann, Robert zatwierdził akt dziedziczenia dla młodszego syna, gwarantując Boemundowi ziemie odebrane później od Bizancjum.
Roger dołączył do ojca w kampanii greckiej w 1084. W trakcie oblężenia Kefalinii, 17 lipca 1085 zmarł niespodziewanie Robert. Kiedy książę-następca dowodził jeszcze wojskami w Bundicji, w Salerno przebywał Boemund. Słusznie obawiając się przejęcia Apulii przez starszego brata, Roger porzucił dowodzone wojska i zmierzał do Italii. Pośpiech młodego księcia wywołał popłoch wśród oblegającego Kefalinię wojska, które w nieładzie wycofało się do Apulii. Obaj bracia skierowali wojska do stolicy, jednak Boemund wycofał się, gdy młodego księcia poparł stryj, Roger sycylijski. Ostatecznie władzę w księstwie Apulii Roger objął we wrześniu 1085. Chcąc zapewnić Normanom legitymację władzy jako miejscowej władzy oraz poparcia dla ambicji przejęcia księstwa Salerno, dynastia ostatecznie uznała władzę zwierzchnią Rogera. Wymuszono jednak na nim przyrzeczenie nadań pomniejszych tytułów. Pokonany Boemund uszedł do Kapui, z której powrócił na czele wojsk wysłanych przez Jordana. Boemund zajął Orię, Otranto i Tarent, czym zmusił brata do zawarcia pokoju w marcu 1086. Roger uznał pierworództwo Boemunda, dopuścił go do współrządów oraz obwarował jego wyłączne prawa do dziedziczenia władzy w przypadku bezpotomnej śmierci. Jednak już w lipcu a. sierpniu t.r. Boemund został obwołany przez panów normańskich prawowitym władcą i zbrojnie wystąpił przeciwko bratu. Sprawnie dowodząc wojskami, zadał druzgocącą klęskę Rogerowi pod Fragneto i ponownie zajął Tarent. Pomimo odnoszenia pomniejszych zwycięstw Roger nie był w stanie przejąć kontroli nad większą częścią kraju; nie chciał też uznać przewagi brata. Ostatecznie wojnę zakończyła interwencja papieża Urbana II, który obawiał się rozbicia Normanów i odboju Apulii przez Bizancjum. Papież zobowiązał Rogera do przekazania Boemundowi Tarentu, Cosenzy i innych dóbr w Kalabrii, tworząc z tych ziem księstwo Tarentu. Ostatecznie papież potwierdził władzę zwierzchnią Rogera, instalując go księciem Apulii i Kalabrii w 1089.
W maju 1098 usunięty książę Kapui Ryszard II wezwał go do wsparcia w przywróceniu na tron. Roger wyruszył do Kapui wraz ze stryjem, Rogerem sycylijskim. W zamian za pomoc w objęciu władzy Ryszard zobowiązał się do złożenia hołdu Rogerowi. Zdaje się jednak, że układ ten – jeśli został spełniony – dotyczył osobiście Ryszarda. Brak bowiem w źródłach potwierdzenia zwierzchnictwa późniejszych książąt Apulii nad Kapuą.
W październiku 1104 Roger wyruszył na Gargano, aby rozprawić się z Wilhelmem, hrabią Monte Sant’Angelo. Możny ten zrzucił był zależność od księcia Apulii i złożył hołd cesarzowi bizantyjskiemu. W wyniku zdobycia twierdz Gargano, Wilhelm został upokorzony przed księciem. Roger odebrał mu tytuł i szlachectwo oraz wygnał z państwa.

## Polityka gospodarcza
Roger zezwalał na bicie monet pomniejszym panom. Źródła potwierdzają co najmniej dwa przywileje dla bicia własnej monety, które Roger udzielił Fulkowi z Basacers i Mansonowi, wiceksięciu Amalfi. Książę prowadził ambitną politykę gospodarczą. Przywrócił przywileje celne dla Amalfi oraz rozpoczął intensywną urbanizację Mezzogiorno, przyznając prawa lokacyjne kolejnym miastom i sprowadzając zasadźców, gł. Lombardów. Mając przyznane prawo wolnej inwestytury, prowadził ją zgodnie z oczekiwaniami papieża. W 1090 podjął wspólnie z Urbanem II instalację Brunona Kartuza na arcybiskupa w Reggio.

## Życie prywatne
| 4. Tankred z Hauteville (990-1041) |  |                                      |  |  |                                  |
|                                    |  | 2. Robert Zwinny (1116-1085)         |  |  |                                  |
| 5. Fressenda                       |  |                                      |  |  |                                  |
|                                    |  |                                      |  |  | 1. Roger I Trzos (1060/'61-1111) |
| 6. Guaimar IV (1013-1052)          |  |                                      |  |  |                                  |
|                                    |  | 3. Siszelgajta z Salerno (1040-1090) |  |  |                                  |
| 7. Emma                            |  |                                      |  |  |                                  |
|                                    |  |                                      |  |  |                                  |

W 1092 został ożeniony z Adelą, córką Roberta I Fryzyjskiego, hrabiego Flandrii, wdową po Kanucie IV Świętym, królu Danii. Urodziła mu trzech synów:
- Ludwika (zm. sierpień 1094),
- Wilhelma (1095–1127) – ks. Apulii i Kalabrii oraz Amalfi,
- Guiscarda (zm. sierpień 1108)

## Przydomek
Już w wieku młodzieńczym miał odznaczać się skąpstwem. Znany był ze skrupulatnego liczenia pieniędzy, któremu to nawykowi zawdzięcza przydomek Trzos, Kalita (norm. Borsa/Borset, wł. Borsa). Przypuszczalnie, cechę tę miała mu przypisać późniejsza tradycja rodowa, która akcentowała osiągnięcia gospodarczego rozwoju kraju przy względnie nieudolnej polityce feudalnej.